# Episode
Episode je peti studijski album finskog power metal sastava Stratovarius. Album je 22. travnja 1996. godine objavila diskografska kuća T&T Records.

## O albumu
Ovo je prvi album sastava na kojem su sudjelovali klavijaturist Jens Johansson i bubnjar Jörg Michael. Album se uspeo na 21. mjesto finske Top ljestvice albuma te je ostao na ljestvici šest tjedana.
Za singl "Father Time" bio je snimljen glazbeni spot.

## Popis pjesama
Glazba: Timo Tolkki, osim pjesme "Uncertainty" koju je skladao Timo Kotipelto.
| 1.    | »Father Time«                 | Kotipelto, Jens Johansson | 5:02 |
| 2.    | »Will the Sun Rise?«          | Kotipelto                 | 5:06 |
| 3.    | »Eternity«                    | Kotipelto                 | 6:56 |
| 4.    | »Episode« (instrumental)      |                           | 2:01 |
| 5.    | »Speed of Light«              | Kotipelto                 | 3:03 |
| 6.    | »Uncertainty«                 | Kotipelto                 | 5:59 |
| 7.    | »Season of Change«            | Tolkki                    | 6:57 |
| 8.    | »Stratosphere« (instrumental) |                           | 4:52 |
| 9.    | »Babylon«                     | Tolkki                    | 7:09 |
| 10.   | »Tomorrow«                    | Johansson                 | 4:52 |
| 11.   | »Night Time Eclipse«          | Kotipelto                 | 7:58 |
| 12.   | »Forever«                     | Tolkki                    | 3:06 |
| 63:01 |                               |                           |      |

| Bonus pjesme s reizdane japanske inačice | Bonus pjesme s reizdane japanske inačice | Bonus pjesme s reizdane japanske inačice | Bonus pjesme s reizdane japanske inačice | Bonus pjesme s reizdane japanske inačice | Bonus pjesme s reizdane japanske inačice | Bonus pjesme s reizdane japanske inačice | Bonus pjesme s reizdane japanske inačice | Bonus pjesme s reizdane japanske inačice | Bonus pjesme s reizdane japanske inačice |
| Br.                                      | Skladba                                  | Tekstopisac                              | Skladatelj                               | Trajanje                                 |                                          |                                          |                                          |                                          |                                          |
| ---------------------------------------- | ---------------------------------------- | ---------------------------------------- | ---------------------------------------- | ---------------------------------------- | ---------------------------------------- | ---------------------------------------- | ---------------------------------------- | ---------------------------------------- | ---------------------------------------- |
| 13.                                      | »When the Night Meets the Day«           | Tolkki                                   | Tolkki                                   | 5:27                                     |                                          |                                          |                                          |                                          |                                          |
| 14.                                      | »Future Shock '96«                       | Tuomo Lassila, Tolkki                    | Lassila, Tolkki                          | 4:27                                     |                                          |                                          |                                          |                                          |                                          |
| 72:55                                    |                                          |                                          |                                          |                                          |                                          |                                          |                                          |                                          |                                          |

## Recenzije
Antti J. Ravelin, glazbeni kritičar sa stranice AllMusic, dodijelio je albumu tri od pet zvjezdica te je komentirao: "Episode je uistinu velik korak za Stratovarius. To je album na kojem je konačno pronašao zvuk kojim će se služiti godinama. I tako se čini da je sve u redu, ali tu je činjenica da Episode ne funkcionira najbolje u svojoj cijelosti. Prisutni su savršeni hitovi poput [pjesama] "Father Time", "Will the Sun Rise?" i "Speed of Light", ali ostatak materijala u usporedbi nije toliko dobar, pošto ne ulazi tako lako u uši niti je najbolje aranžiran. No unatoč tim manjim nedostacima, Episode je vrlo ugodan [album]. Svaki je član Stratovariusa virtuoz svojeg instrumenta te su od Fourth Dimensiona vrlo dobro svirali zajedno. Međutim, najbolja je stvar ta što je prisutna raznolikost u zvuku koja se odužuje za manjak dobrih pjesama. Stoga, ako ste uživali u prethodna dva Stratovariusova albuma, voljet ćete Episode".

## Zasluge
| Stratovarius - Timo Kotipelto – vokali - Timo Tolkki – gitara, miksanje, produkcija - Jari Kainulainen – bas-gitara - Jens Johansson – klavijature - Jörg Michael – bubnjevi Dodatni glazbenici - Pasi Puolakka – flauta (na pjesmi 12) | Ostalo osoblje - Mika Jussila – mastering - Sakari Peltola – naslovnica - Dick Lindberg – fotografija - T. T. Oksala – inženjer zvuka |